# Aleksej Sarana
Aleksej Vasil'evič Sarana (in russo Алексей Васильевич Сарана?; Mosca, 26 gennaio 2000) è uno scacchista russo, grande maestro.
Nell'aprile 2023 è passato alla federazione serba.
Ha raggiunto il suo punteggio massimo nella lista Elo di luglio 2024 con 2 717, nella top 50 della classifica mondiale FIDE con il 26º posto e 1° in Serbia.

## Carriera
Nel 2017 è secondo nel campionato di Mosca, poi pari primo Kirill Alekseenko nel Chigorin Memorial di San Pietroburgo (secondo per spareggio tecnico).
In febbraio 2018 vince, ex aequo con Sergej Volkov, il memorial Vladimir Dvorkovič. In marzo partecipa al campionato europeo individuale, classificandosi 22º con 7½ /11; in ottobre partecipa alla finale del 71º campionato russo, terminando al 9º posto.
In giugno 2019 vince a Kazan' il 41° Memorial Nezhmetdinov. In luglio è pari primo con Aleksandr Predke nel campionato russo "Higher League" con 6½/9 (+4–0=5). Tra ottobre e novembre a Cap d'Agde vince il Torneo Karpov, sconfiggendo in finale (2-0) l'egiziano Bassem Amin.
A fine maggio 2020 vince il Campionato Europeo on line disputato nella piattaforma web chess.com, sconfiggendo in finale David Navara per 2-0.  
Nell'edizione 2021 del campionato europeo individuale giunge 3º per miglior spareggio tecnico su Bogdan-Daniel Deac, totalizzando il punteggio di 8 punti su 11.
In marzo 2023 ha vinto a Vrnjacka Banja il campionato europeo individuale con 8,5 /11, superando per spareggio tecnico i pari classificati Kirill Shevchenko e Daniel Dardha.
Nel dicembre 2023 vince a Zagabria il Campionato europeo rapid con 9,5 punti su 11, superando per mezzo punto l'armeno Haik Martirosyan e il rumeno Bogdan-Daniel Deac .
Nel dicembre 2024 ottiene a Skopje la medaglia d'argento nei Campionati Europei Blitz 2024  .